# 18 Pułk Artylerii Przeciwlotniczej
18 Łużycki Pułk Artylerii Przeciwlotniczej (18 paplot) – oddział artylerii przeciwlotniczej ludowego Wojska Polskiego.

## Formowanie i udział w walkach
Pułk został sformowany we wsi Wasylówka (okolice Sum) na podstawie rozkazu Nr 05/OU dowódcy 1 Armii Polskiej w ZSRR z 7 maja 1944, w składzie 1 Dywizji Artylerii Przeciwlotniczej (1 Armia Wojska Polskiego), według etatu nr 08/237 pułku artylerii przeciwlotniczej średniego kalibru.
Na przełomie lipca i sierpnia 1944 osłaniał przeprawy wojsk nad Wisłą pod Wielkolasem, Holendrami i Skurczą. 8 października 1944 w Radości pod Warszawą żołnierze pułku złożyli przysięgę. W walkach o Kołobrzeg pułk wydzielił ze swego składu grupy szturmowe, które walczyły jak piechota zdobywając poszczególne budynki, a w operacji berlińskiej zabezpieczał przeprawy na Odrze i Starej Odrze. Szlak bojowy zakończył pod Rhinow 7 maja 1945.
Na podstawie rozkazu nr 0236/Org. ND WP z 8 września 1945 pułk został rozformowany. Na bazie oddziałów 1 DAPlot. w garnizonie Brzeg utworzony został 84 pułk artylerii przeciwlotniczej.

### Struktura i skład etatowy
1945
- dowództwo i sztab 

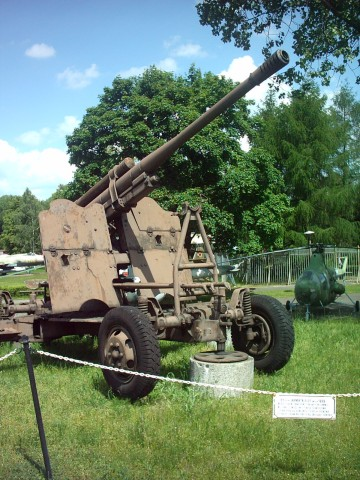
85 mm armata przeciwlotnicza wz.39

  - 4 x bateria artylerii przeciwlotniczej
  - pluton zaopatrzenia bojowego
  - pluton sztabowy
  - pluton amunicyjny
  - kwatermistrzostwo

Stan etatowy liczył 490 żołnierzy, w tym: 45 oficerów, 139 podoficerów i 306 kanonierów. Na uzbrojeniu i wyposażeniu jednostki znajdowało się:
- 85 mm armata przeciwlotnicza wz. 1939 – 16
- 12,7 mm przeciwlotniczy karabin maszynowy – 4
- samochody – 55
- ciągniki – 20

### Marsze i działania bojowe
|  |  |  |  |

|  |  |

## Okres powojenny
W 1967 84 pułk artylerii przeciwlotniczej dyslokowany został do garnizonu Jelenia Góra. W 1977 pułk przezbrojony został w zestawy 2K12 Kub. 8 września 1978 oddział przemianowany został na 18 Łużycki pułk artylerii przeciwlotniczej. W 1981 jednostka podporządkowana została dowódcy 10 Sudeckiej Dywizji Pancernej im. Bohaterów Armii Radzieckiej. W 1995 oddział przeformowany został w 18 pułk przeciwlotniczy. W tym samym roku otrzymał sztandar i nazwę wyróżniającą „Karkonoski”, a dzień 30 maja ustanowiony został świętem pułku. W 1998, po rozformowaniu 10 Sudeckiej Dywizji Zmechanizowanej, pułk podporządkowany został dowódcy Korpusu Powietrzno-Zmechanizowanego.
Pułk rozformowano w 2001 r. zasadnicze pododdziały bojowe zostały przeniesione do 8 pułku przeciwlotniczego w Koszalinie, gdzie utworzono z nich dywizjon przeciwlotniczy. Budynki koszarowe pułku przebudowano na osiedle mieszkaniowe.

### Struktura i uzbrojenie (1980)
- dowództwo i sztab
- bateria dowodzenia
- cztery baterie startowe
- bateria techniczna
- bateria remontowa
- kompania zaopatrzenia
- szkoła podoficerska i młodszych specjalistów wojsk obrony przeciwlotniczej (trzy baterie szkolne, 5, 6 i 7)
- szkoła podchorążych rezerwy artylerii przeciwlotniczej

Zasadnicze uzbrojenie: wyrzutnie rakiet przeciwlotniczych typu 2K12 Kub, rozpoznawcze samochody opancerzone BRDM-2, podwójnie sprzężone armaty przeciwlotnicze ZU-23x2, 9K32 Strzała-2, 9K31 Strzała-1.

## Dowódcy pułku
- ppłk Włodzimierz Sokołowski (1944)
- mjr Gieorgij Pogorełow (1944-1945)
- ppłk Aleksander Jagliński (1945-1946)
- mjr Edward Perkowicz (1946-1947)
- ppłk Wiktor Frygin (1947-1950)
- mjr Edward Motak (1950-1953)
- mjr Albin Zdoński (1953-1956)
- mjr Tadeusz Bogusławski (1956-1957)
- ppłk Jerzy Białas (1957-1964)
- ppłk Zygmunt Bukowski (1964-1972)
- płk Jan Korczak (1972-1978)
- płk Jan Kulik (1978-1985)
- ppłk Roman Gralewski (1985-1986)
- płk Ryszard Ławniczak (1986-1990)
- płk Tadeusz Bąk (1990-2001)